# Sapar Isakov
Sapar Dzjoemakadirovitsj Isakov (Kirgizisch: Сапа́р Джумакады́рович Иса́ков; Froenze, 29 juli 1977) is een Kirgizisch diplomaat en voormalig premier van Kirgizië.

## Biografie
Isakov studeerde aan de Internationale Universiteit van Kirgizië, in de hoofdstad Bisjkek. Na zijn studies werd hij diplomaat. Met de aanstelling van Almazbek Atambajev als president werd hij hoofd van de dienst buitenlandse zaken van de presidentiële administratie. In maart 2017 werd hij hoofd van de presidentiële administratie. In augustus 2017 werd hij door het parlement benoemd tot premier van Kirgizië. In april 2018 werd hij alweer aan de kant geschoven door president Sooronbaj Jeenbekov.